# 石棚水库
石棚水库，位于中华人民共和国山东省青岛市即墨区环秀街道，土桥头河下游。 直接汇水面积为15平方公里，总库容1114万立方米，兴利库容840万立方米。拦河坝采用黄粘土均质坝，迎水面用干砌石护坡。主坝长527米，高程33.66米， 顶宽5.2米，并附有1米高的防浪墙，安全超高1.7米；闸北副坝长190米，坝顶高程33.66米； 闸南副坝长416米，坝顶高程33.4米，坝顶宽都是5.2米。放水洞在主坝两端，均为石砌。干渠长3.1千米，全部浆砌。1959年10月动工，1960年8月基本完工。